# Служебные трамвайные вагоны

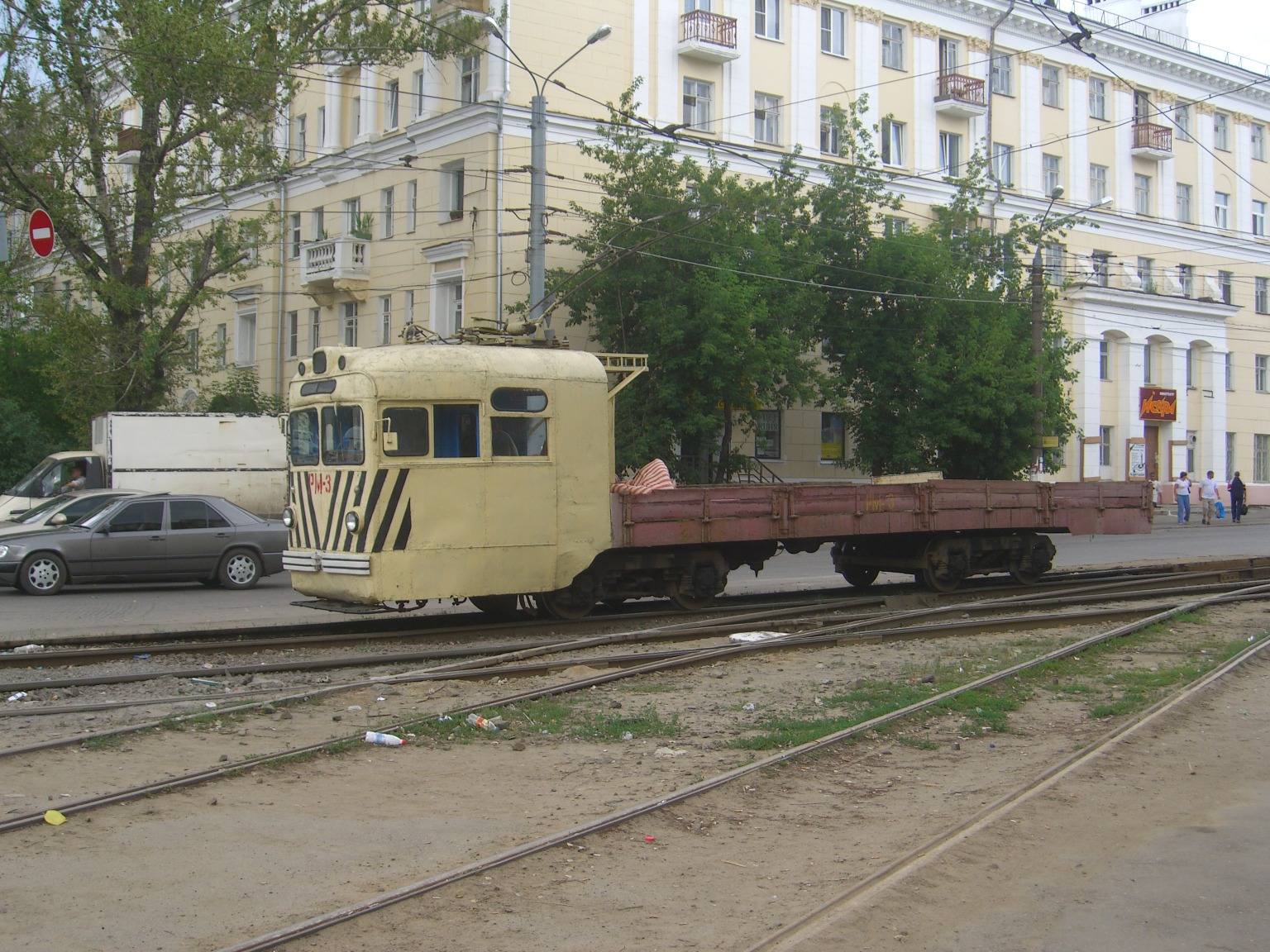
Служебный грузовой трамвай на базе пассажирского трамвая МТВ-82 в Нижнем Новгороде

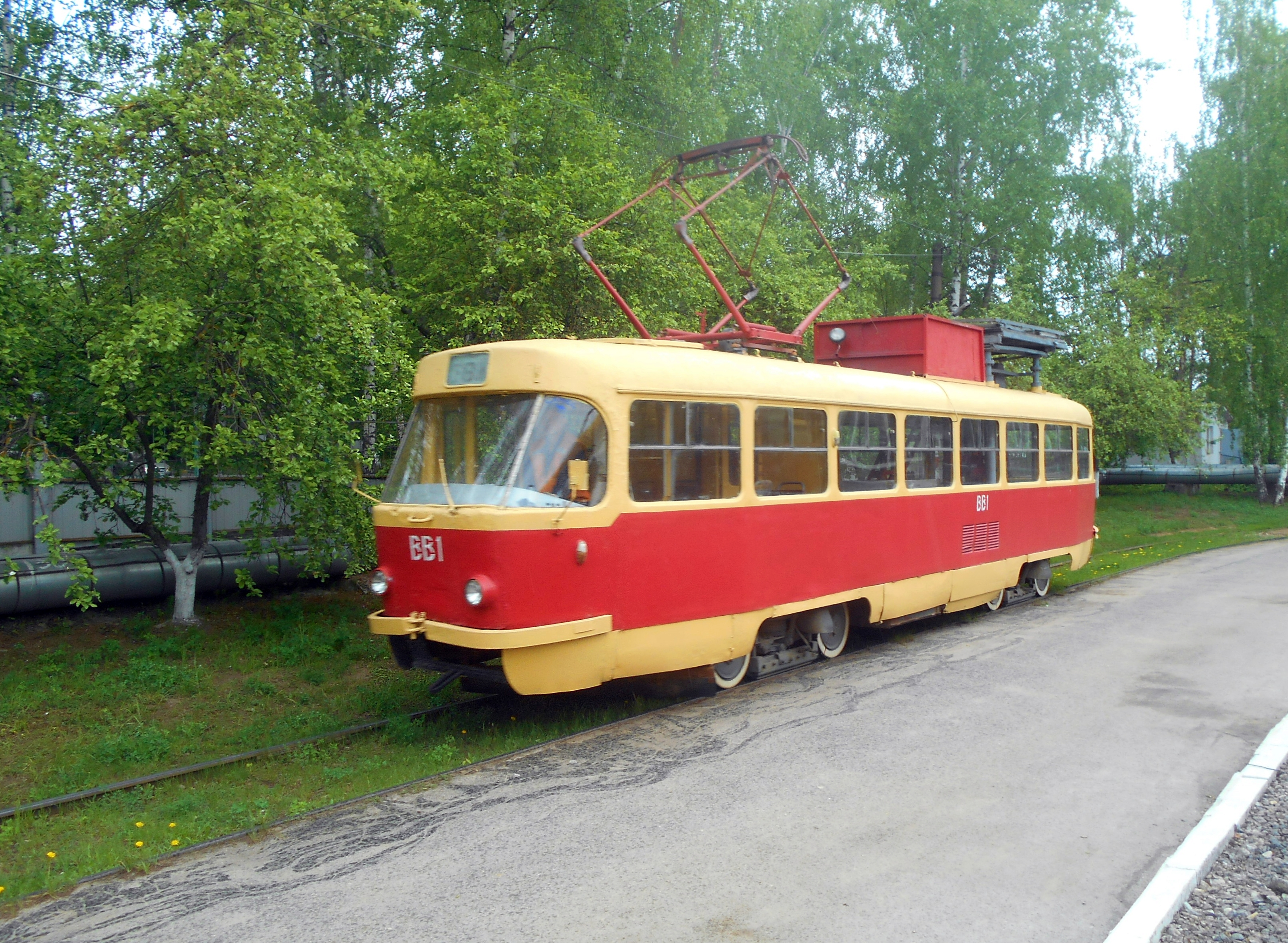
Служебный трамвай-вышка на базе пассажирского трамвая Татра Т3 в Нижнем Новгороде

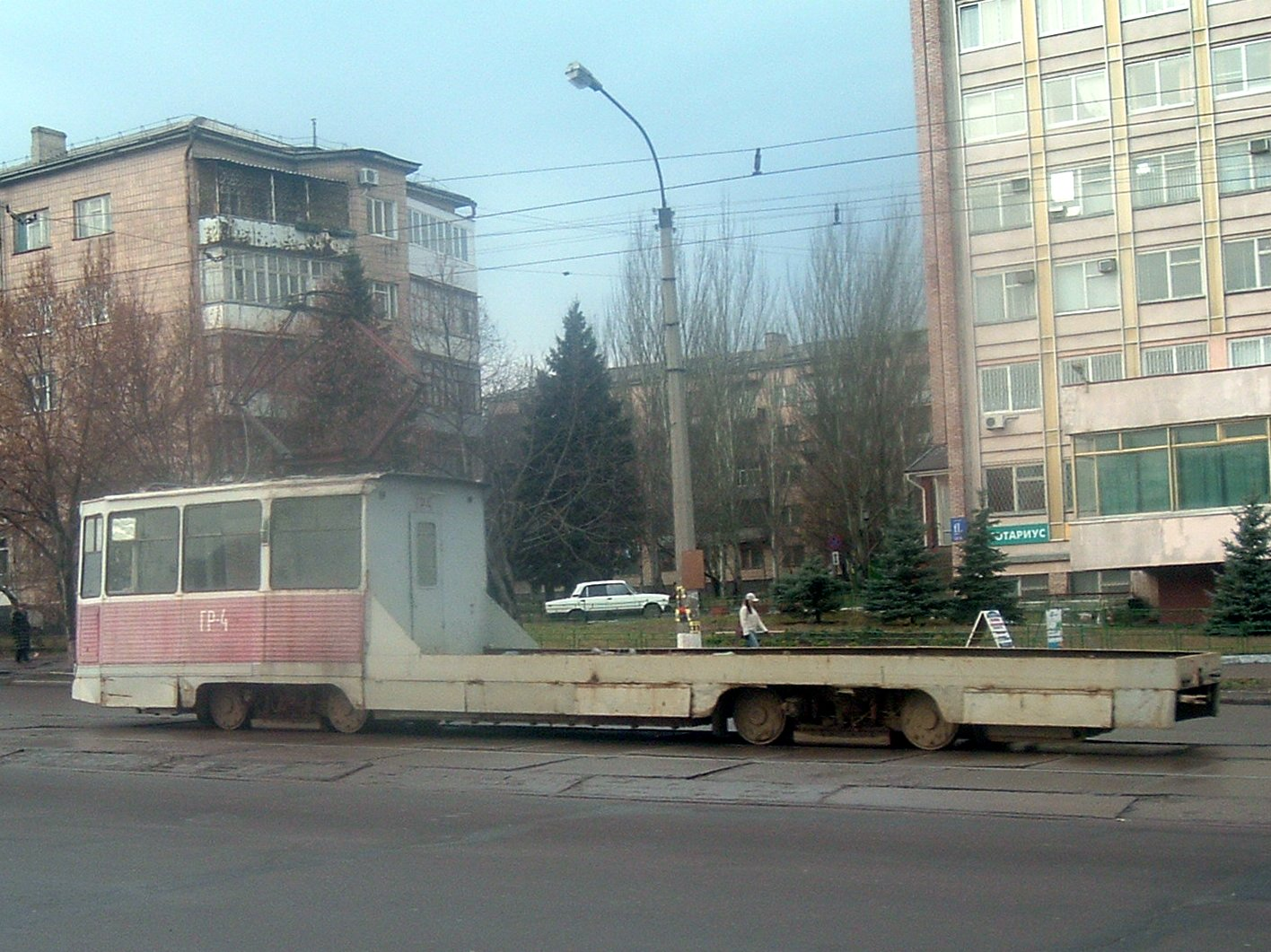
Служебный грузовой трамвай на базе пассажирского трамвая КТМ-5 на улице Луганска

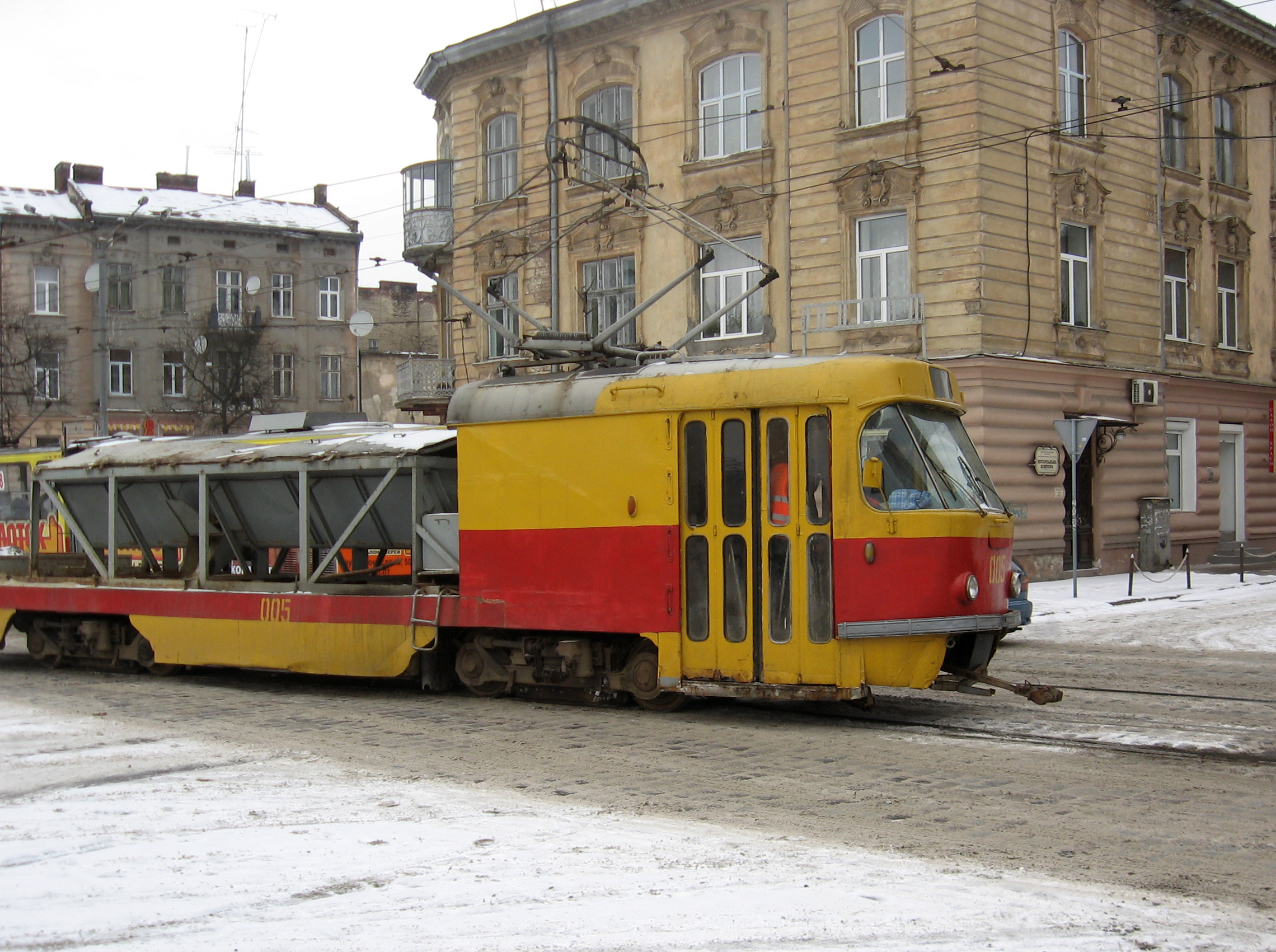
Грузовой трамвай чехословацкого производства во Львове

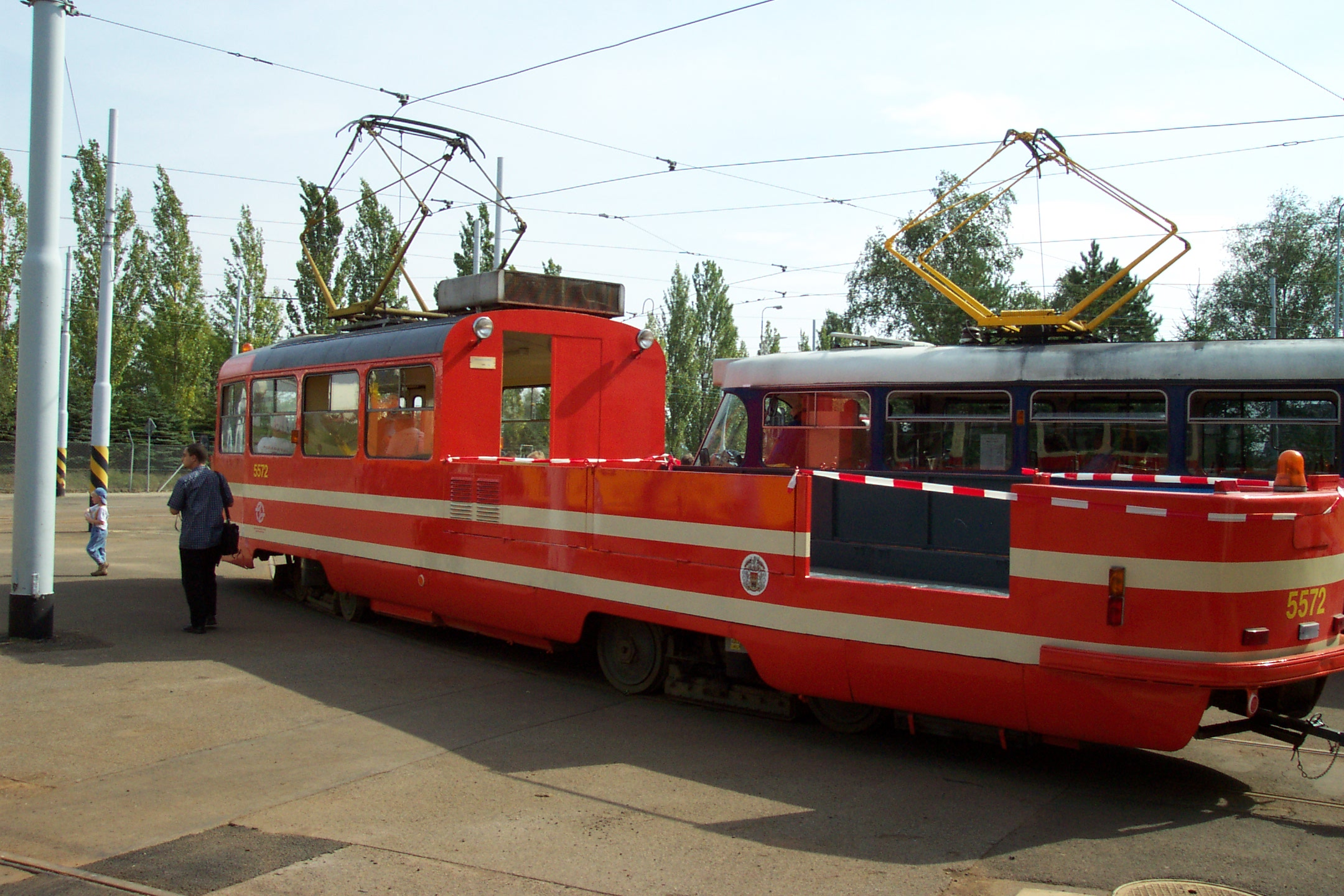
Служебный грузовой трамвай на базе пассажирского трамвая Татра-Т3

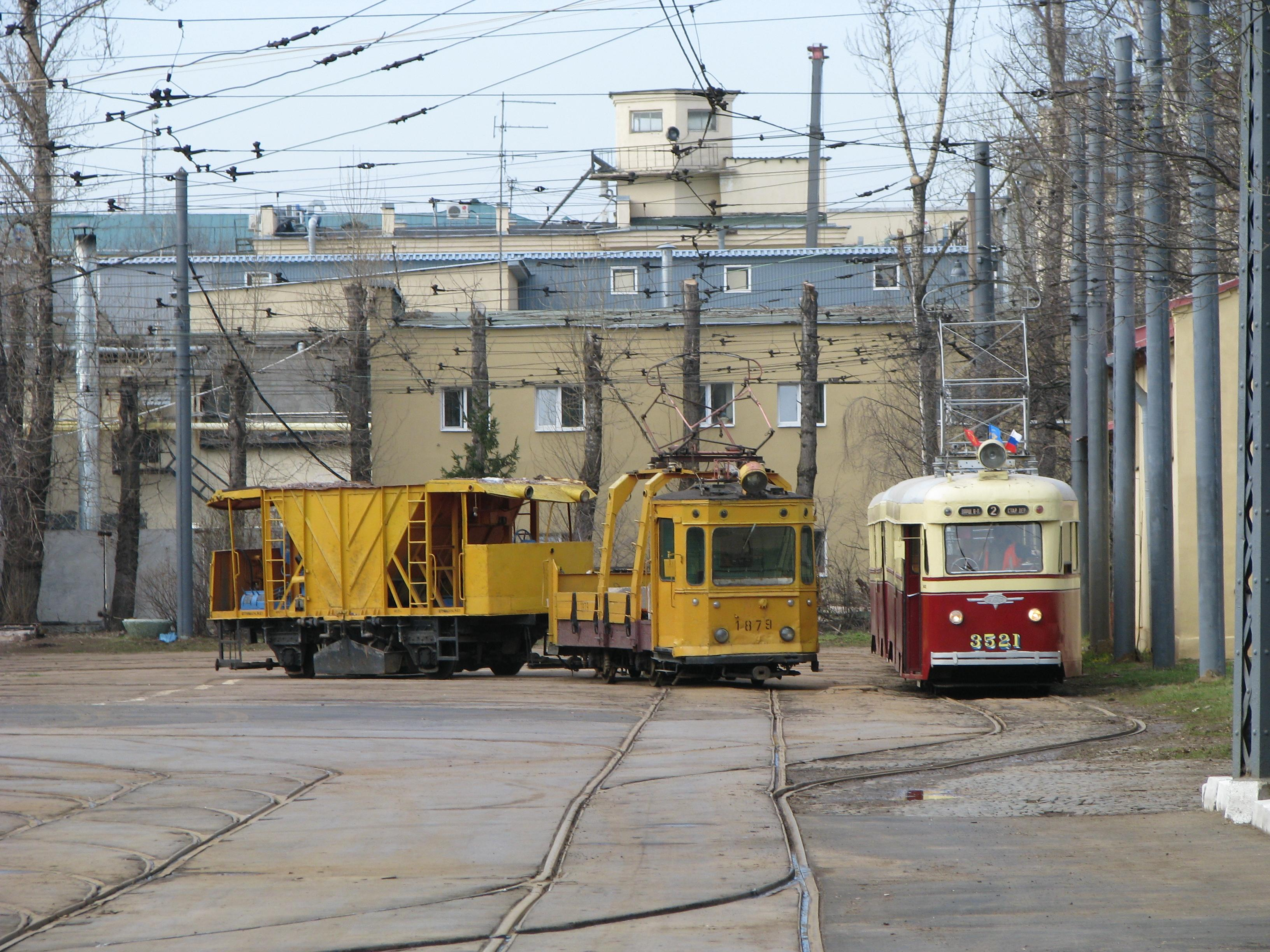
Поезда с вагонами-дозаторами были отличительной чертой грузового трамвая в Ленинграде

Служебные трамвайные вагоны — вагоны, передвигающиеся по трамвайным путям, предназначенные для выполнения работ по строительству, ремонту и обслуживанию трамвайных путей и контактной сети, а также для перевозки собственных грузов трамвайных хозяйств, выполнения функций передвижных столовых, ремонтных мастерских, диспетчерских и пр.
В СССР и России служебные трамвайные вагоны чаще всего изготавливаются силами депо из отслуживших своё пассажирских вагонов. Зачастую такие вагоны являются последними экземплярами устаревшей модели, оставшимися на ходу. Кроме того, служебные трамвайные вагоны выпускаются вагоностроительными и вагоноремонтными заводами на базе узлов и агрегатов серийных пассажирских вагонов.

## Типы вагонов

### Транспортные служебные вагоны
- Рельсотранспортеры — вагоны, оборудованные для перевозки рельсов. Представляют собой платформу, оснащенную ложементами для рельсов.
- Щебнетранспортеры — вагоны, оборудованные бункером с донной разгрузкой для перевозки шебня и его подачи в межрельсовое пространство.
- Платформы с краном — предназначены для перевозки штучных тяжелых грузов (тяговых двигателей, колесных пар) по территории депо, между депо, на ремонтные предприятия.
- Думпкары — вагоны самосвалы с боковой разгрузкой.

### Вагоны для содержания путевого хозяйства
- Снегоочистители
- Рельсошлифовальшики
- Смазчики кривых
- Поливомоечные вагоны

### Вагоны для содержания контактной сети
- Вагоны-вышки — предназначены для проверки контактной сети[1].

### Другие типы вагонов
- Грузовой трамвай
- Вагоны-столовые — используются для приготовления и раздачи пищи работникам подвижного состава, путевым бригадам. Вагоны-столовые обычно прибывают на конечную станцию в обеденный период и стоят на тупиковых путях. Кухонное оборудование таких вагонов может получать электропитание как от контактной сети, так и от городской системы электроснабжения. В СССР вагоны-столовые выпускались Рижским вагоностроительным заводом на базе МТВ-82.
- Вагоны — временные подстанции — используются в качестве временных тяговых подстанций на период аварии или ремонта основных подстанций. На шасси вагона смонтирован комплект оборудования тяговой подстанции. На период использования вагон помещается на тупиковый путь в зоне обесточенной контактной сети, подключается к высоковольтной ЛЭП и контактной сети. В СССР выпускались на базе вагонов МТВ-82 и комплекта оборудования тяговой подстанции ПТТ-6-500 (500 кВт).
- Вагоны-электростанции — используются для питания электроэнергией напряжением 220/380В путевого инструмента или иного оборудования в местах, где доступ к городской сети затруднен или невозможен. Вагон-электростанция может быть оснащен умформером, преобразующим напряжение контактной сети, или автономным дизель-генератором.
- Вагоны-ремонтные мастерские
- Вагоны-буксиры — предназначены для эвакуации аварийных трамвайных вагонов в депо или на конечную станцию.

## Производство служебных трамвайных вагонов
Проектировались вагоны на Воронежском  ПКБ Росремэлектротранс, различными вагоноремонтными заводами.
В СССР служебные трамвайные вагоны выпускались следующими заводами:
- Самарский (Куйбышевский) Ремонтный трамвайно-троллейбусный завод производил снегоочистительные вагоны ГС-4 [2]

- Ленинградский ВАРЗ выпускал двухосные служебные вагоны на основе узлов и агрегатов довоенных трамваев. В обозначении вагонов присутствовала буква Л.
- Рижский вагоностроительный завод выпускал четырехосные служебные вагоны на базе МТВ-82 (у последних выпусков были тележки от РВЗ-6).
- Воронежский вагоноремонтный завод выпускал служебные вагоны на базе узлов трамваев КТМ-1 и , а также четырехосные на базе МТВ-82, Tatra T3, КТМ-5 (снегоочистители, рельсотранспортеры, дозаторы и т.д. с обозначением ТК или ВТК.
- Новосибирский РТТЗ производил служебные вагоны на базе 71-605, РВЗ-6 - снегоочистители, вышки контактной сети, вагоны-пылесосы,
- Горьковский завод Красное Сормово выпускал двухосные служебные вагоны на базе узлов довоенных трамваев. В обозначении вагонов присутствовала буква С.